# エドマンド・モーティマー (第3代マーチ伯)
第3代マーチ伯爵エドマンド・モーティマー（英：Edmund Mortimer, 3rd Earl of March, 1352年2月1日 - 1381年12月27日）は、イングランドの貴族。父は第2代マーチ伯ロジャー・モーティマー、母は初代ソールズベリー伯爵ウィリアム・モンタギューの娘フィリッパ。妻の権利でアルスター伯爵にも叙爵された。

## 経歴
1360年に父の死によりマーチ伯位を継承。1368年にイングランド王エドワード3世の三男である初代クラレンス公ライオネル・オブ・アントワープの1人娘フィリッパと結婚、クラレンス公の遺領と妻の母エリザベス・ド・バラからアルスター伯爵領を継承し王家の一端に連なると共に、薔薇戦争におけるヨーク家の王位継承主張の根拠を作った。
フランスやスコットランドの外交使節に任じられたほか、1376年の善良議会では批判派指導者の1人としてジョン・オブ・ゴーントと対立した。この議会では執事のピーター・ド・ラ・メアーを保護して、庶民院議長として政権を批判する彼の後ろ盾になった。翌1377年にエドワード3世が死去、孫のリチャード2世が即位すると政治顧問団の一員に選ばれ、戴冠式で王冠を支える役目を担った。
1379年、アイルランド総督に任命され、アイルランド北部のアルスターに赴き、西部平定を企図して南西部のコークへ進んだが、1381年、浅瀬を渡る途中で溺死した。29歳だった。爵位は息子ロジャーに継承された。

## 子女
フィリッパとの間にもうけた子供は次のとおり。
| 名称                  | 誕生           | 死亡              | 注記 |
| --------------------- | -------------- | ----------------- | --- |
| エリザベス            | 1371年2月12日  | 1417年4月20日     | 初め、ヘンリー・ホットスパー・パーシーと結婚し、第2代ノーサンバランド伯ヘンリー・パーシーとエリザベス・パーシーの2子をもうけた。2番目の夫はカモイズ男爵トマス・ド・カモイズ（en）で、一人息子ロジャー・ド・カモイズがいた。 エリザベス・モーティマーはヘンリー8世の3番目の王妃ジェーン・シーモアの祖先である。 |
| 第4代マーチ伯ロジャー | 1374年4月11日  | 1398年7月20日     | リチャード2世の異父兄・ケント伯トマス・ホランドの娘エレノアと結婚し、アン、第5代マーチ伯エドマンド、ロジャー、エレノアの2男2女をもうけた。 ヨーク家の王位請求権は長女アンを通じてのものである。 |
| フィリッパ            | 1375年11月21日 | 1400年9月26日     | 初め、第3代ペンブルック伯ジョン・ヘイスティングスと結婚。2番目の夫は第11代アランデル伯リチャード・フィッツアランで、一人息子ジョンがいたが夭折した。3番目の夫は第5代セントジョン男爵サー・トマス・ポイニングス。                                                                                               |
| エドマンド            | 1376年9月9日   | 1411年5月13日以前 | オワイン・グリンドゥールの娘カトリン（キャサリン）と結婚。甥の第5代マーチ伯エドマンドを擁してヘンリー4世に反旗を翻したが、包囲下のハーレフ城で没した。おそらくライオネルという名の息子は早世したと言われており、3人の娘は母とともにロンドン塔で死んだことが記録されている。                                    |

ほかにもう一人、騎士のジョン・モーティマー（1378年頃 - 1424年）がいた。